# Okrągła Łąka
Okrągła Łąka – wieś w Polsce na Powiślu położona w województwie pomorskim, w powiecie kwidzyńskim, w gminie Sadlinki przy drodze wojewódzkiej nr 611.
W latach 1975–1998 miejscowość administracyjnie należała do województwa elbląskiego.
W lesie znajduje się spory cmentarz mennonicki z pocz. XIX wieku, pierwotnie zlokalizowany wśród pól uprawnych. Zachowane liczne tumby i kilka odrestaurowanych stel.